# Craywick
Craywick település Franciaországban, Nord megyében. Lakosainak száma 770 fő (2022. január 1.). Craywick Loon-Plage, Saint-Georges-sur-l’Aa, Bourbourg és Brouckerque községekkel határos.

## Népesség
A település népességének változása:
| Lakosok száma | 738  | 729  | 717  | 694  | 676  | 668  | 741  | 749  | 770  |
|               | 2013 | 2015 | 2016 | 2017 | 2018 | 2019 | 2020 | 2021 | 2022 |